# 唐納雀鵐
唐納雀鵐（學名：Oreothraupis arremonops）是雀鵐科唐納雀鵐屬下唯一一種鳥類。儘管俗名稱為唐納雀鵐（Tanager finch），但既非唐納雀也非燕雀科的雀鳥，而是分布在新世界的雀鵐。這種雀鵐曾分類至不同的科如鵐科、唐納雀科。
牠們分布在哥倫比亞和厄瓜多，自然棲息地為亞熱帶或熱帶潮濕的山地森林。